# Renault Trucks
Renault Trucks ist ein französischer Hersteller von Lastkraftwagen mit Hauptsitz in Saint-Priest bei Lyon. Seine Geschichte reicht zurück bis ins Jahr 1894. Ab 1978 unter dem Namen Renault Véhicules Industriels, entwickelte sich das Unternehmen zu einem der größten Marktteilnehmer. Seit dem Jahr 2001 ist Renault Trucks ein Teil der schwedischen Volvo Group mit Sitz in Göteborg. Die Modellpalette umfasst heute in erster Linie schwere Lastwagen für den Fern-, Verteiler- und Baustellenverkehr.

## Geschichte
1955 führte Renault seine Produktion von schweren Nutzfahrzeugen mit den Herstellern SOMUA und Latil unter dem Namen Saviem zusammen. 1978 übernahm der Konzern auf Betreiben des französischen Staates auch den Nutzfahrzeughersteller Berliet, um einen international wettbewerbsfähigen Marktteilnehmer zu schaffen. Der Gründer Marius Berliet hatte 1894 in Lyon seinen ersten Motor gebaut. 1916 nahm die Fabrik in Vénisseux den Betrieb auf, wo noch heute Motoren für Renault Trucks gefertigt werden.
Mit der Zusammenführung von Saviem und Berliet entstand die neue Gesellschaft Renault Véhicules Industriels. Durch die Übernahme des Lastwagenbereichs von Peugeot im Jahr 1981 kamen die damals bestehenden Produktionsstätten in Großbritannien und Spanien sowie ein Vertriebsnetz in den Benelux-Staaten und Teilen Skandinaviens hinzu. Im Gegensatz zu anderen Herstellern setzte Renault Véhicules Industriels vor allem auf Mittelklasse-Lkw, was dem Unternehmen in den 1980er Jahren hohe Gewinne bescherte.
Um seine Präsenz in den Vereinigten Staaten auszubauen, übernahm Renault Véhicules Industriels im Jahr 1987 vom Mutterkonzern eine Minderheitsbeteiligung in Höhe von 40 % an Mack Trucks. Beide Unternehmen hatten bereits seit 1983 intensiv in der Forschung und Entwicklung zusammengearbeitet, nachdem Renault schon 1979 bei Mack Trucks eingestiegen war. 1990 stimmte Mack Trucks einer vollständigen Übernahme durch Renault Véhicules Industriels zu.
Anfang der 1990er Jahre hatte Renault Véhicules Industriels mit einer sinkenden Nachfrage zu kämpfen, was unter anderem den Abbau von Arbeitsplätzen und den Verkauf einer Tochtergesellschaft für Finanzdienstleistungen zur Folge hatte. 1993 gründete das Unternehmen mit dem tschechischen Omnibushersteller Karosa ein Joint Venture mit dem Ziel einer Mehrheitsbeteiligung. 1998 gliederte Renault Véhicules Industriels das Geschäft mit Omnibussen wieder aus und brachte es mit Iveco in das Gemeinschaftsunternehmen Irisbus ein. Den Anteil in Höhe von 50 % verkaufte Renault Véhicules Industriels im Jahr 2001 an den Fiat-Konzern.
Im Jahr 2000 kündigte die schwedische Volvo Group an, Renault Véhicules Industriels zu übernehmen, hierdurch entstand der zweitgrößte Lastwagenhersteller der Welt und ein Marktführer in Europa. Renault Trucks wurde zur Schwestermarke von Volvo Trucks. Seit 1990/1991 hatte es bereits eine Überkreuzbeteiligung von Renault und Volvo gegeben, die man jedoch 1993/1994 aufgrund unterschiedlicher strategischer Ziele wieder auflöste. In den folgenden Jahren intensivierte sich die Zusammenarbeit zwischen Volvo Trucks und Renault Trucks, unter anderem im Bereich des Antriebsstrangs und bei der Entwicklung alternativer Antriebe.

## Struktur
2002 änderte das Unternehmen seinen Namen von Renault Véhicules Industriels in Renault Trucks. Das Unternehmen operiert seitdem als vereinfachte Aktiengesellschaft nach französischem Recht (Société par actions simplifiée). Ihr Stammkapital beträgt 50 Millionen Euro. Der Geschäftszweck erstreckt sich auf die Entwicklung, Produktion und den Vertrieb von Nutzfahrzeugen, einschließlich aller damit zusammenhängenden Aktivitäten. Seit einigen Jahren sind Vertrieb und Service der fünf Lkw-Marken der Volvo Group in mehreren geografischen Einheiten zusammengefasst. Während der Vertrieb weiterhin getrennt erfolgt, wurden die administrativen Aufgaben für Volvo Trucks und Renault Trucks in der Zentralorganisation Volvo Group Trucks Central Europe mit Sitz in Ismaning zusammengeführt.
Amtierender Präsident des Verwaltungsrates von Renault Trucks ist Bruno Roger Michel Blin.
Das Tochterunternehmen Renault Trucks Defense, das im Wesentlichen leicht und mittelschwer gepanzerte Militärfahrzeuge herstellt, wurde 2018 umbenannt in Arquus.

## Modelle
Das Sortiment von Renault Trucks umfasst derzeit acht verschiedene Lastwagen, die von Motoren mit vier oder sechs Zylindern angetrieben werden. Die Baureihe Renault Trucks T, die mit niedriger und hoher Fahrerkabine erhältlich ist, ist für den Fernverkehr gedacht. Sie wurde beispielsweise 2015 als „International Truck of the Year“ ausgezeichnet. Bei der Baureihe D, von der es ebenfalls mehrere Varianten gibt, handelt es sich um einen Lkw für den Verteilerverkehr. Diese ist auch mit einem Erdgasantrieb erhältlich und wird seit 2021 als Elektroversion in Serie gefertigt. Auf Baustellen kommen zwei Baureihen zum Einsatz: Für schwere Baustellen ist die Baureihe K gedacht, für leichte Baustellen die Baureihe C. Darüber hinaus führt Renault Trucks auch leichte Nutzfahrzeuge, darunter den Renault Master.
2018 stellte Renault Trucks als einer der ersten Hersteller seine vollelektrische Baureihe Z.E. vor. Parallel arbeitet das Unternehmen kontinuierlich an einer weiteren Verbesserung der Diesel-Lkw.
Im November 2023 ergänzte der Hersteller batterie-elektrische Versionen der Baureihen C für Baustellenverkehr und T für regionalen Verteilerverkehr.

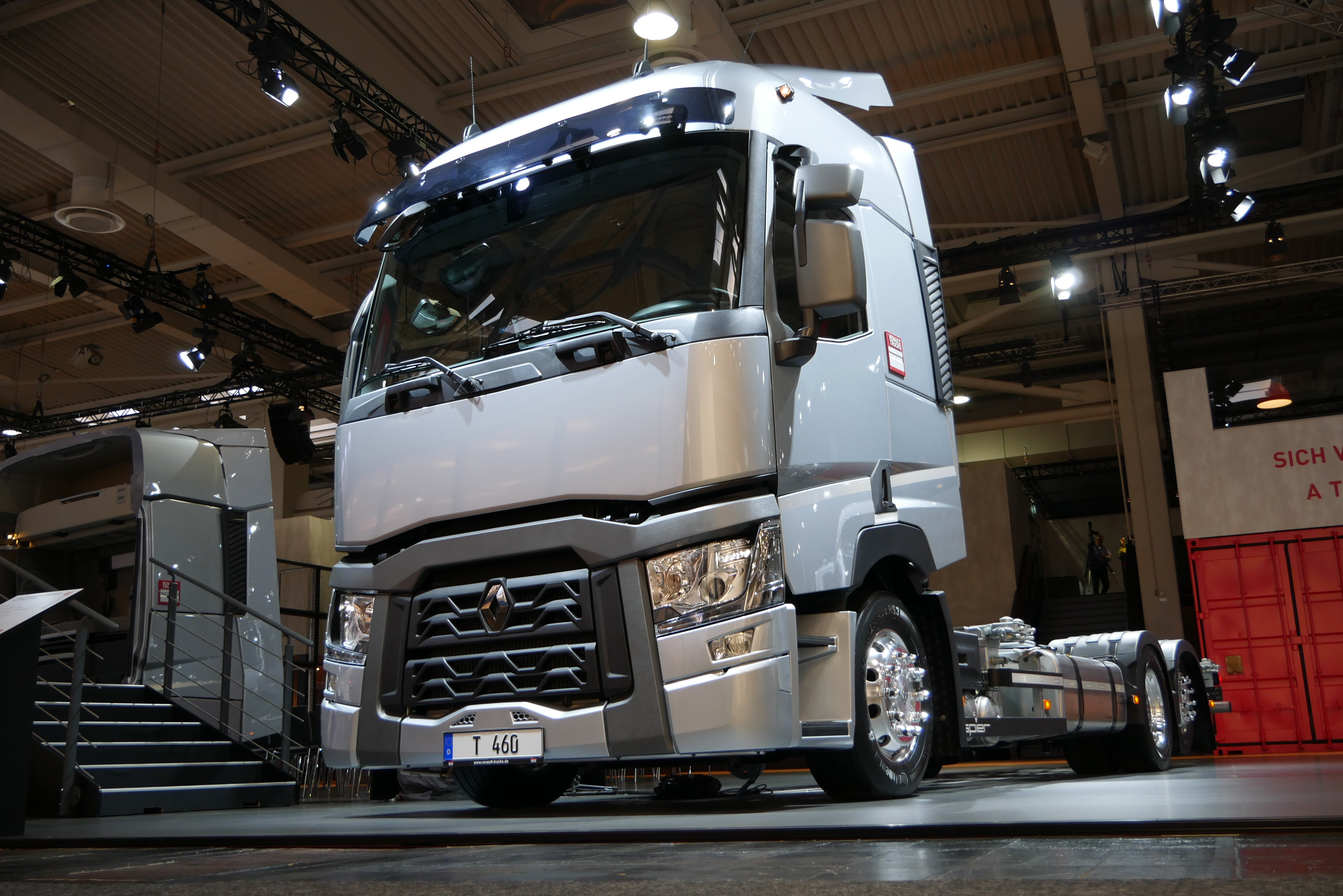
Renault Trucks T
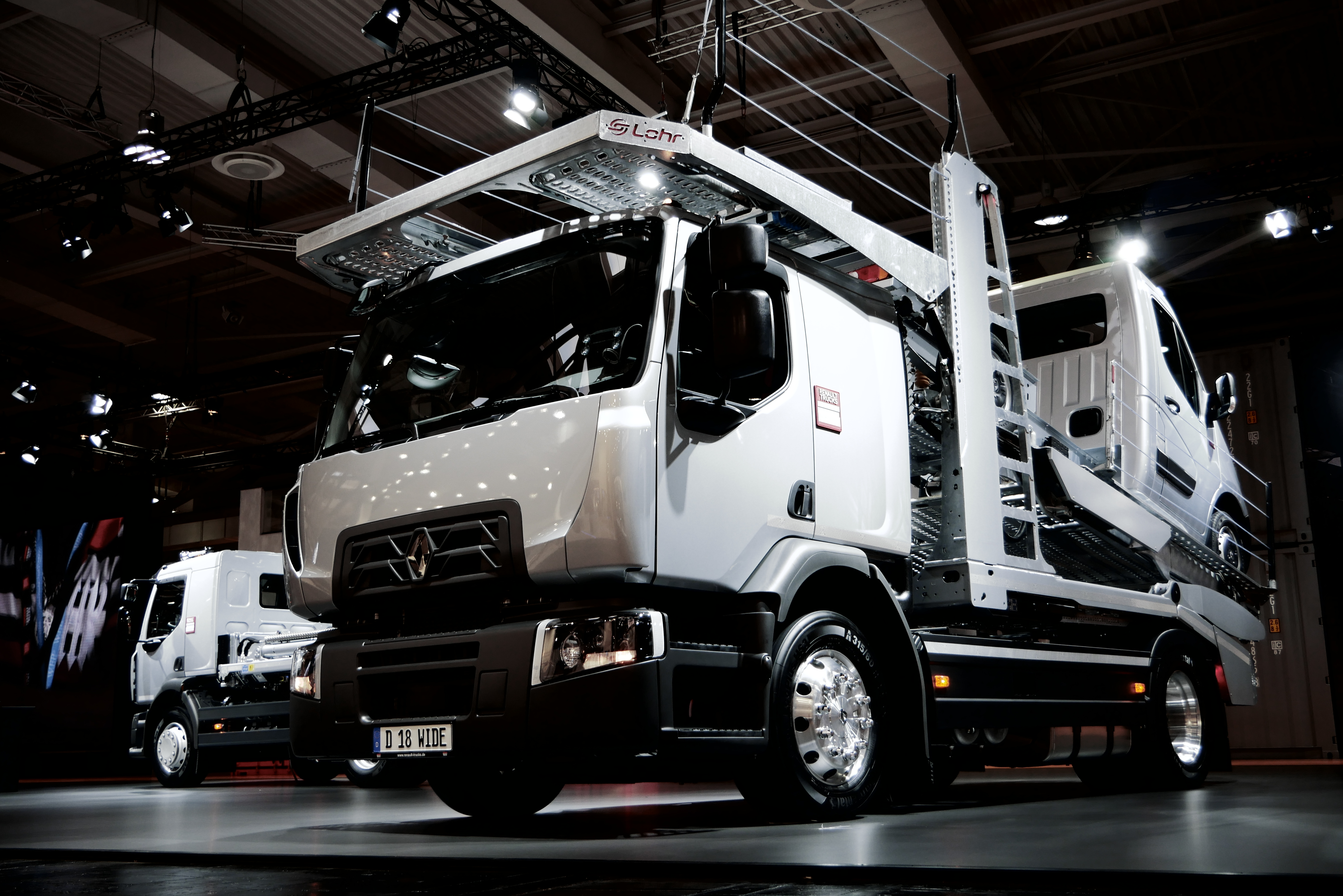
Renault Trucks D
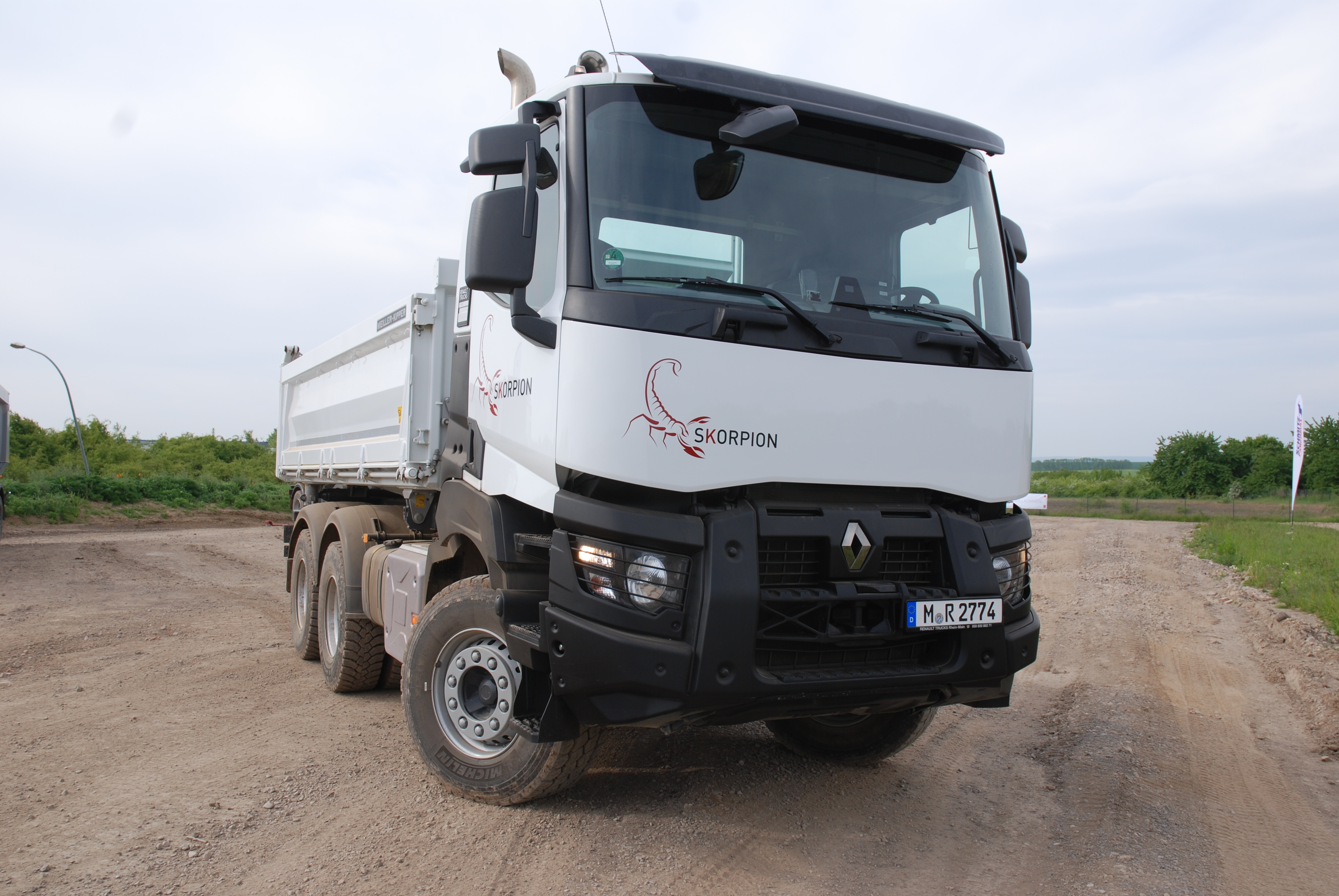
Renault Trucks K
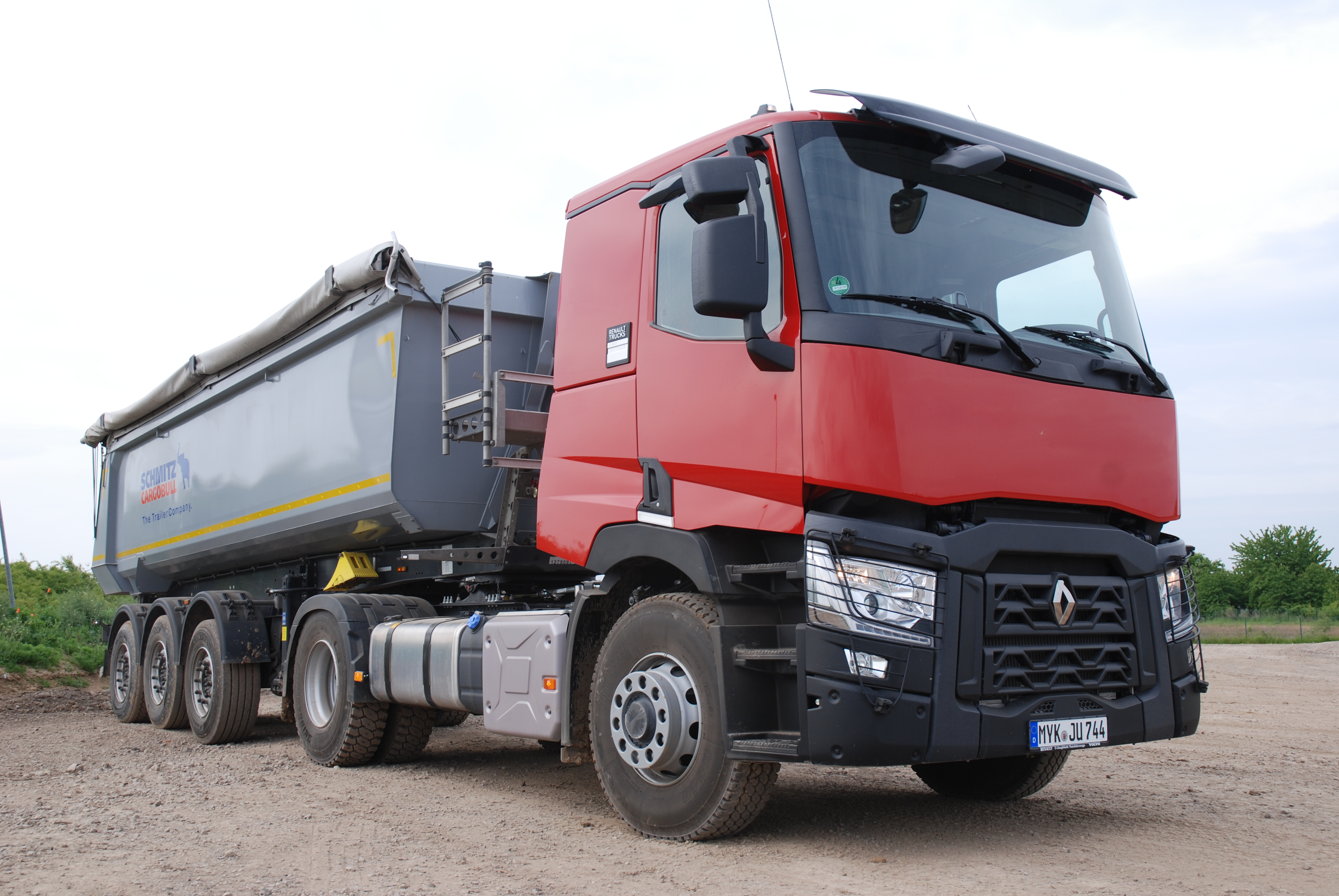
Renault Trucks C
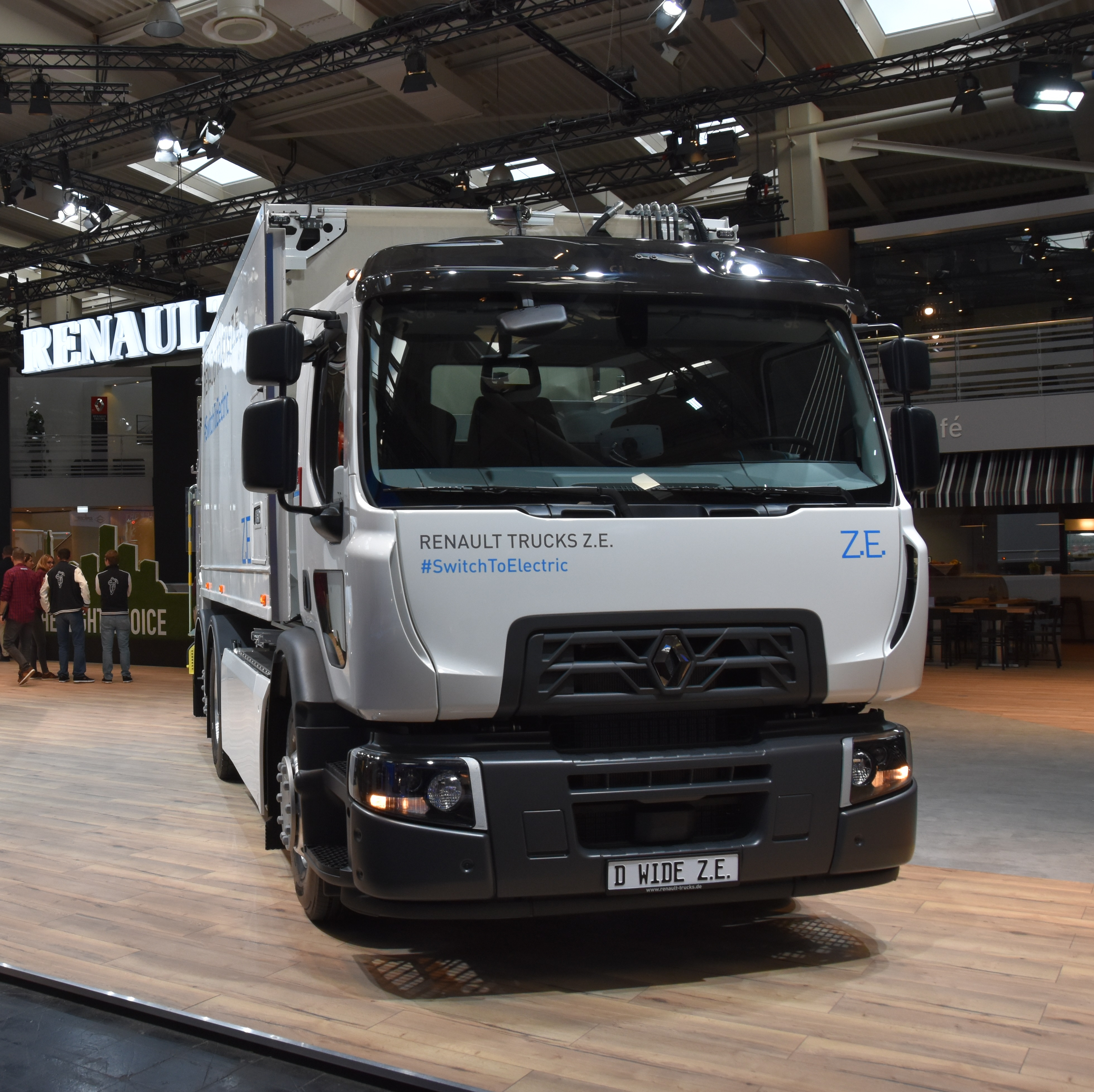
Renault Trucks Z.E.

## Kritik
Als langjähriger Eigentümer des Renault-Konzerns besaß der französische Staat entscheidenden Einfluss auf das Unternehmen. 1986 wurde bekannt, dass Frankreich Renault Véhicules Industriels ein Darlehen von 1,5 Milliarden Franc und Liquiditätshilfen von 750 Millionen Franc gewährt hatte. Die Europäische Kommission betrachtete dies als unzulässige Beihilfen und leitete ein Vertragsverletzungsverfahren ein.